# Grønbroget kålsommerfugl
Grønbroget kålsommerfugl (Pontia daplidice) er en sommerfugl i hvidvingefamilien. Den kan ses flyvende på strande, ruderater og brakmarker. Den fortrækker bar jord og et varmt mikroklima. Den grønbrogede sommerfugl kan mødes fra starten af maj til først i september. Af og til kan den finde på at foretage egentlige træk som stor og lille kålsommerfugl.

## Udbredelse
Arten er udbredt i Europa fra Spanien over Sydfrankrig til det østlige Tyskland, Polen og Hviderusland. Den er desuden udbredt østpå gennem Asien til Indien og Japan. Den er en sjælden gæst i Nordvesteuropa, med undtagelse af Gotland, hvor der er en fast ynglebestand. Sommerfuglen har i over 20 år været forsvundet fra Danmark. Først i 1992 dukkede den op her igen og menes nu at være i fremgang. En af årsagerne til sommerfuglens fremgang kan være, at den er varmeelskende, og de senere år har været forholdsvis varme i Danmark. De sene larver kan i kolde år ikke nå at forpuppe sig til overvintringen, inden de dør af kulde. En anden årsag kan være den øgede braklægning af marker i landbruget, hvilket øger mængden af mulige levesteder for sommerfuglen.

## Udseende
Den grønbrogede kålsommerfugl ligner ved første øjekast de andre kålsommerfugle, men den er faktisk nem at kende. På forvingerne ses en meget kraftig sort midtplet og den sorte tegning på kanten af vingerne er brudt af hvide felter, hvilket ikke ses ved de andre kålsommerfugle. Den grønbrogede kålsommerfugls underside er helt speciel med tydelige olivengrønne brogede tegninger. Der er en del variation mellem de forskellige generationer og mellem kønnene. Vingefanget ligger mellem 34 og 48 mm.
- Pontia daplidice ♀
- Pontia daplidice♀ △

## Livscyklus
Sommerfuglen findes i to generationer i løbet af et år. Æggene lægges på korsblomster, der vokser på blottet jord, hvor solen kan varme igennem. Efter en uge klækkes ægget. Larven lever af blomster og skulper, men kan være nødt til at leve af blade tæt på jorden i kolde år. Efter 2-4 uger er larven udvokset og forpupper sig. Puppen efter 1. generation klækkes efter ca. 2 uger, mens pupper af 2. generation overvintrer til næste forår.

## Larvens foderplanter
Vejsennep, strandsennep, raps, kiddike, svinesennep, reseda, lucerne, samt andre korsblomster og kurvblomster.